# سرزمین ارواح
سرزمین ارواح (به انگلیسی: Ghostland) فیلمی فرانسوی در ژانر ترسناک و وحشت روانشناختی محصول سال ۲۰۱۸ و به نویسندگی و کارگردانی پاسکال لوژیه است. کریستال رید، آناستازیا فیلیپز، تیلور هیکسون، امیلیا جونز، و میلن فارمر بازیگران فیلم هستند.

## داستان
این فیلم روایتگر داستان مادری است که صاحب دو فرزند است و فرزندانش از عمه‎شان خانه‌ای به ارث می‌برند. در شب اولی که در آن خانه سپری شد، آن مادر با مزاحمانی مرگبار مواجه شد و برای جان فرزندانش جنگید. اکنون حدود شانزده سال بعد هنگامی که این خانواده دوباره در آن خانه دور هم جمع می‎شوند، اتفاقاتی عجیبی رخ می‎دهد.